# Hermanos Wright

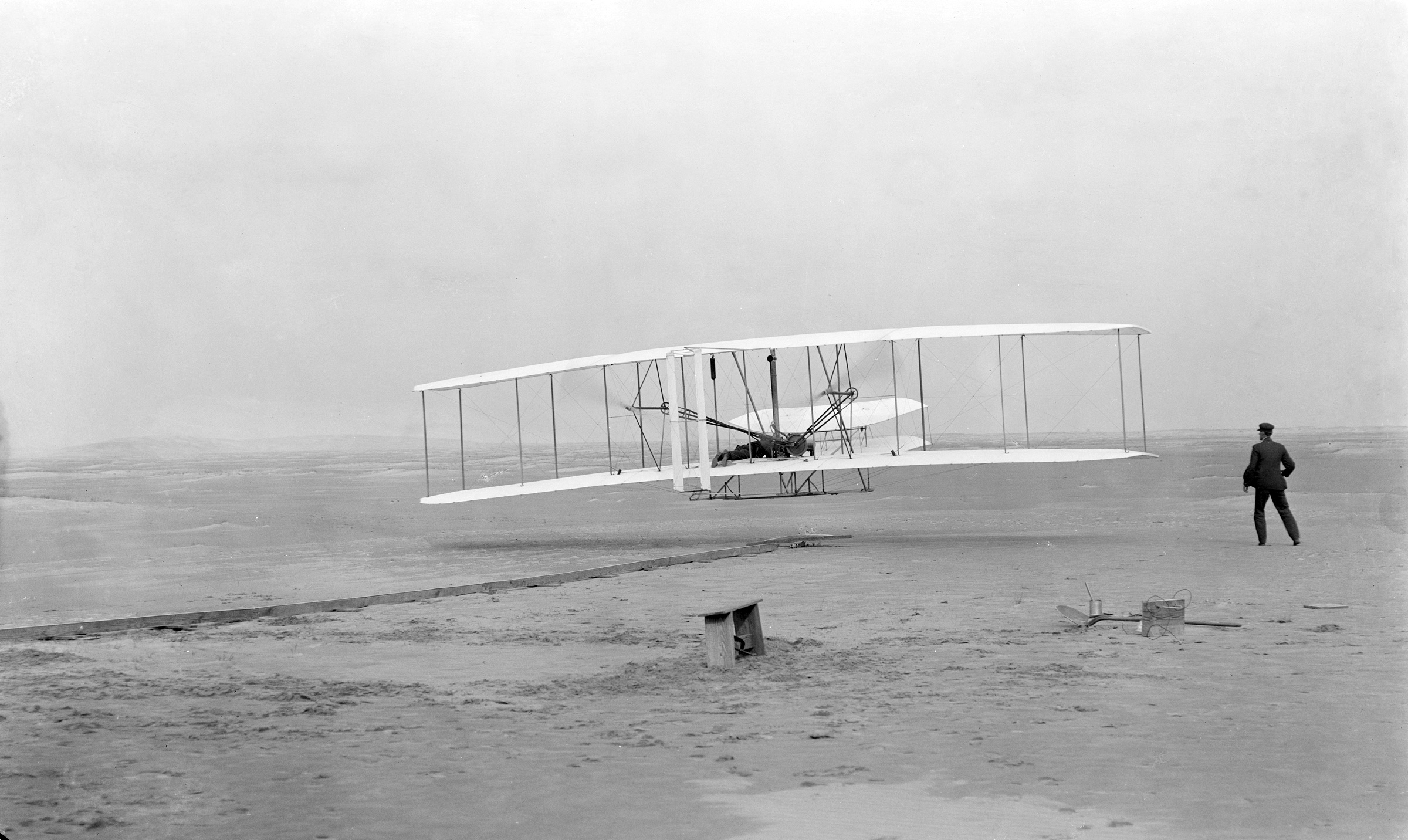
Fotografía original del primer vuelo con motor de la historia el 17 de diciembre de 1903. A los mandos Orville Wright; a la derecha, su hermano Wilbur.

Los hermanos Wright, Wilbur (Millville, Indiana, 16 de abril de 1867-Dayton, Ohio, 30 de mayo de 1912) y Orville (Dayton, Ohio, 19 de agosto de 1871-30 de enero de 1948), fueron dos aviadores, ingenieros, inventores y pioneros de la aviación estadounidenses, generalmente nombrados en conjunto, y reconocidos mundialmente como los que inventaron, construyeron y volaron el primer aeroplano del mundo de manera exitosa, aun cuando existe una cierta controversia sobre ello.
Al lanzarlo al aire con una catapulta externa, se consiguió un corto vuelo, suficiente para probar el sistema de viaje y control del avión. Se afirma que su primer vuelo se realizó el 17 de diciembre de 1903, en Kitty Hawk, a bordo del Flyer I.
Su gran aporte al vuelo fue el control de viaje mediante el balanceo. Hasta entonces los aviones existentes tenían diseños que los hacían difíciles de controlar por no haberse considerado la necesidad de inclinar las alas para cambiar de dirección.
Construyeron una especie de túnel aerodinámico para medir la sustentación que producen distintos perfiles a distintos ángulos de ataque. Hicieron volar controladamente un aeroplano de 35 kg, construido con los pesados materiales de la época, con un motor de solo 12 caballos de fuerza (actualmente un ULM similar, de 23 kg, vuela con 54 cv). Las actuales reproducciones del Flyer I son muy difíciles de volar, incluso en manos de pilotos expertos, ya que necesitan un impulso externo proporcionado, por ejemplo, por una catapulta.
El 22 de mayo de 1903 los Hermanos Wright patentan su invento: el aeroplano, en la oficina de patentes estadounidenses.
Los hermanos habían terminado el avión en 1903 y trataban de venderlo a diferentes países; Francia, Reino Unido y el propio Estados Unidos estaban interesados. Pero los hermanos Wright no querían mostrar el avión hasta que hubiera un contrato firmado con compromiso de compra. Nadie quería firmar el contrato sin ver los aviones (se creía que todo era un fraude porque casi nadie había visto a los hermanos volar, especialmente porque eran unos geeks de la época con pocos amigos de los medios de comunicación) y no podrían venderlos si lo enseñaban a la ligera.
Disponían de una patente sobre un método de vuelo, pero les había resultado complicado conseguirla y no era garantía de nada, sobre todo fuera de los Estados Unidos.

## Orígenes
Durante la década de 1890, los hermanos empezaron a interesarse por el mundo de la aviación, especialmente con la idea de fabricar y hacer volar una aeronave más pesada que el aire que pudiese despegar por medios propios. En esa época, ambos administraban una fábrica de bicicletas en Dayton (Ohio, Estados Unidos), y comenzaron a buscar y estudiar con gran interés, libros y documentos relacionados con la aviación. Siguiendo las ideas de Lilienthal, en el año 1899 empezaron a fabricar planeadores. A finales de siglo comenzaron a realizar sus primeros vuelos con éxito con sus prototipos, en Kitty Hawk (Carolina del Norte), lugar elegido debido a que en esa zona podían encontrar vientos constantes, que soplaban también en una misma dirección, facilitando así los vuelos con planeadores. Además, la zona disponía de un suelo plano, que hacía más fáciles los aterrizajes.
Después de la realización de varias pruebas y vuelos con planeadores decidieron, en 1902, fabricar un avión más pesado que el aire. Se convirtieron en el primer equipo de diseñadores que realizó pruebas serias para intentar solucionar ciertos problemas aerodinámicos, de control y de potencia, que afectaban a los aviones fabricados en esa época. Para la realización de un vuelo con éxito, la potencia del motor y el control del aparato serían esenciales, y al mismo tiempo el aparato precisaba ser bien controlado. Las pruebas fueron difíciles, pero los Wright fueron perseverantes. Al mismo tiempo, fabricaron un motor con la potencia deseada, y solucionaron los problemas de control de vuelo, gracias a una técnica denominada alabeo, poco usada en la historia de la aviación, pero que funcionaba en las bajas velocidades a las que el avión volaría.
El avión que fabricaron era un biplano al que denominaron Flyer (en español: Volador). El piloto permanecía echado sobre el ala inferior del avión, mientras que el motor se situaba a la derecha de la otra ala, y hacía girar dos hélices localizadas entre las alas. La técnica del alabeo consistía en cuerdas atadas a las puntas de las alas, de las que el piloto podía tirar o soltar, permitiendo al avión girar sobre los ejes longitudinal y vertical, lo que permitía que el piloto tuviera el control del avión. El Flyer estaba dotado de maniobrabilidad longitudinal y vertical. Supuso una mejora importante en la forma de maniobrar respecto a los planeadores de Otto Lilienthal, que aunque ya permitían el control de la aeronave, se realizaba principalmente mediante el desplazamiento del propio tripulante para cambiar el centro de gravedad, de forma análoga a como se hace en las modernas alas delta.

## Vuelos

### Hacia el vuelo

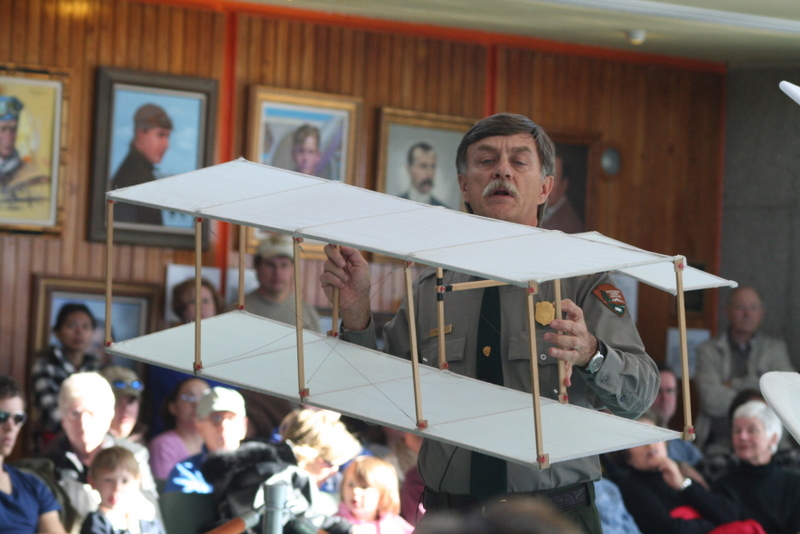
Réplica de la cometa caja de los hermanos Wright de 1899 en el Wright Brothers National Memorial.

El 27 de julio de 1899, los hermanos Wright pusieron a prueba la deformación de las alas construyendo y haciendo volar una cometa biplano con una envergadura de 5 pies (1,5 m) y un ala curva con una  cuerda de 1 pie (0,3 m). Cuando las alas se alabeaban, o torcían, el borde de fuga que estaba alabeado hacia abajo producía más sustentación que el ala opuesta, provocando un movimiento de balanceo. El alabeo se controlaba mediante cuatro líneas entre la cometa y los palos cruzados que sujetaba el volador.  A cambio, la cometa estaba bajo control lateral.
En 1900, los hermanos se trasladaron a Kitty Hawk, Carolina del Norte, para iniciar sus experimentos con planeadores tripulados. En su respuesta a la primera carta de Wilbur, Octave Chanute había sugerido la costa central del Atlántico por sus brisas regulares y su superficie de aterrizaje suave y arenosa. Wilbur también solicitó y examinó los datos del Weather Bureau estadounidense, y se decidió por Kitty Hawk tras recibir información del meteorólogo del gobierno allí destinado.
Kitty Hawk, aunque remoto, estaba más cerca de Dayton que otros lugares que Chanute había sugerido, incluyendo California y Florida. El lugar también les daba privacidad frente a los periodistas, que habían convertido los experimentos de Chanute de 1896 en el lago Michigan en una especie de circo. Chanute les visitó en el campamento cada temporada de 1901 a 1903 y vio los experimentos de planeadores, pero no los vuelos propulsados.

### Planeadores

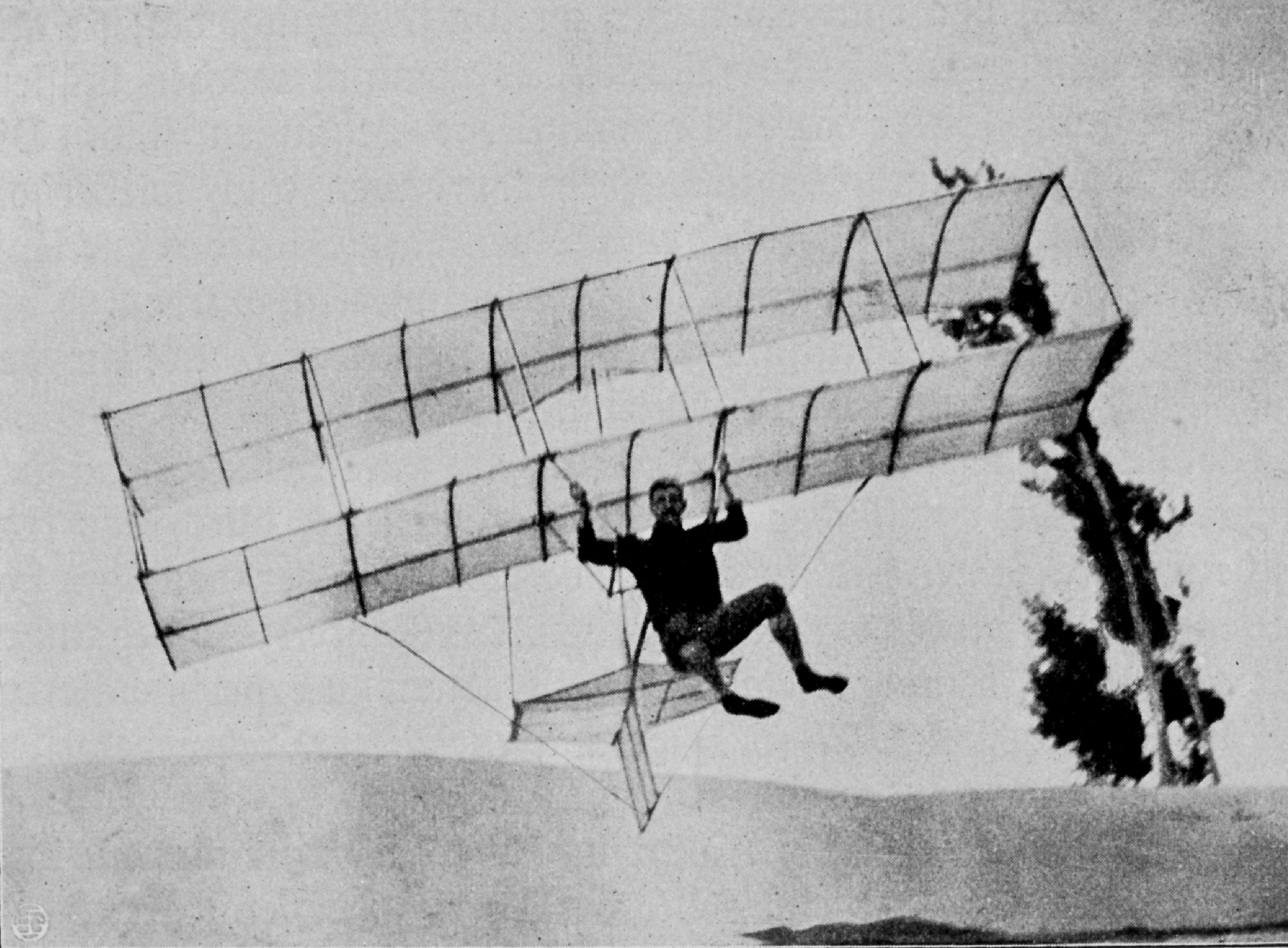
El ala delta de Chanute de 1896. El piloto puede ser Augustus Herring.

Los Wright basaron el diseño de sus cometas y planeadores de tamaño completo en trabajos realizados en la década de 1890 por otros pioneros de la aviación. Adoptaron el diseño básico del ala delta biplano Chanute-Herring ("de dos pisos", como lo llamaban los Wright), que voló bien en los experimentos de 1896 cerca de Chicago, y utilizaron los datos aeronáuticos sobre sustentación que había publicado Otto Lilienthal. Los Wright diseñaron las alas con una curvatura de la superficie superior.
Los hermanos no descubrieron este principio, pero lo aprovecharon. La mejor sustentación de una superficie combada en comparación con una plana fue discutida científicamente por primera vez por Sir George Cayley. Lilienthal, cuyo trabajo estudiaron detenidamente los Wright, utilizó alas combadas en sus planeadores, demostrando en vuelo la ventaja sobre las superficies planas.
Los montantes de madera entre las alas del planeador Wright estaban arriostrados por cables en su propia versión de la cercha Pratt modificada de Chanute, un diseño de construcción de puentes que utilizó para su planeador biplano (construido inicialmente como triplano). Los Wright montaron el elevador horizontal delante de las alas en lugar de detrás, aparentemente creyendo que esta característica les ayudaría a evitar, o protegerles de, una caída en picado y un accidente como el que mató a Lilienthal.: 73  Wilbur creía erróneamente que la cola no era necesaria, y sus dos primeros planeadores carecían de ella.
Según algunos biógrafos de los Wright, Wilbur probablemente se encargó de todos los planeos hasta 1902, tal vez para ejercer su autoridad como hermano mayor y para proteger a Orville de cualquier daño, ya que no quería tener que dar explicaciones a su padre, Bishop Wright, si Orville se lesionaba.: 198 
|      | Envergadura        | Área alar       | Cuerda         | Curvatura  | Relación de aspecto | Largo                 | Peso             |
| ---- | ------------------ | --------------- | -------------- | ---------- | ------------------- | --------------------- | ---------------- |
| 1900 | 17,5 pies (5,3 m)  | 165 ft² (15 m²) | 5 pies (2 m)   | 1/20       | 3.5:1               | 11 pies 6 plg (3,5 m) | 52 lb (23,6 kg)  |
| 1901 | 22 pies (7 m)      | 290 ft² (27 m²) | 7 pies (2,1 m) | 1/12*,1/19 | 3:1                 | 14 pies (4,3 m)       | 98 lb (44,5 kg)  |
| 1902 | 32,09 pies (9,8 m) | 305 ft² (28 m²) | 5 pies (1,5 m) | 1/20-1/24  | 6.5:1               | 17 pies (5,2 m)       | 112 lb (50,8 kg) |

* (Este perfil aerodinámico causaba graves problemas de estabilidad; los Wright modificaron el peralte in situ.)*)

#### 1900

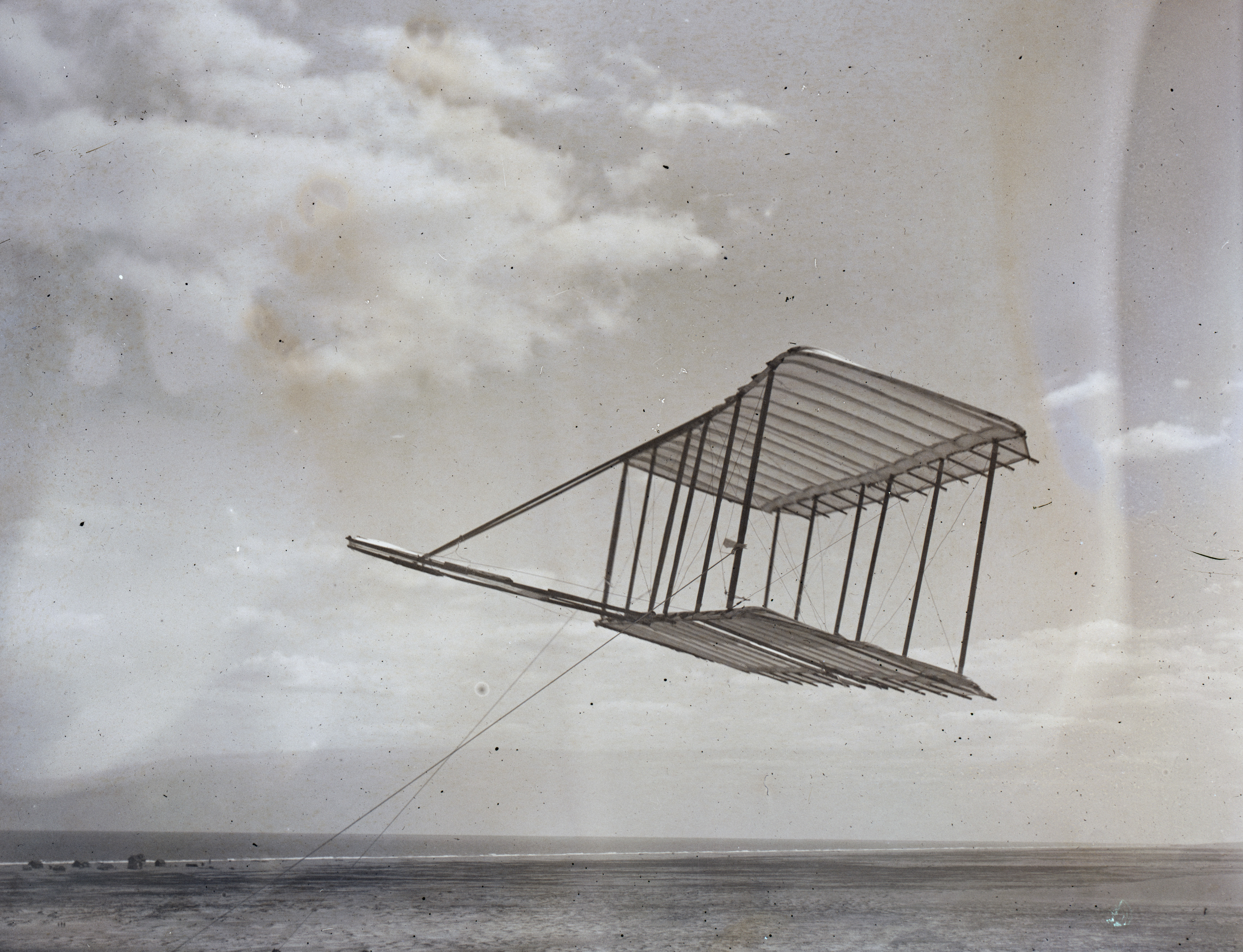
El planeador 1900. No se tomó ninguna foto con un piloto a bordo.

Los hermanos volaron el planeador sólo durante unos días a principios del otoño de 1900 en Kitty Hawk. En las primeras pruebas, probablemente el 3 de octubre, Wilbur iba a bordo mientras el planeador volaba como una cometa no muy lejos del suelo con hombres debajo sujetando cuerdas de amarre.: 188–189  La mayoría de las pruebas con cometas se hicieron sin piloto, con sacos de arena o cadenas e incluso con un niño del pueblo como lastre.
Probaron el alabeo utilizando cuerdas de control desde el suelo. El planeador también se probó sin piloto mientras estaba suspendido de una pequeña torre casera. Wilbur, pero no Orville, realizó una docena de planeos libres en un solo día, el 20 de octubre. Para esas pruebas, los hermanos recorrieron 6  km hacia el sur, hasta las Kill Devil Hills, un grupo de dunas de arena de hasta 100 pies (30 m) de altura (donde acamparon en cada uno de los tres años siguientes). Aunque la sustentación del planeador era menor de lo esperado, los hermanos se sintieron animados porque el elevador delantero de la nave funcionaba bien y no tuvieron ningún accidente. Sin embargo, el escaso número de planeos libres les impidió poner a prueba el alabeo.
El piloto se tumbaba sobre el ala inferior, como estaba previsto, para reducir la resistencia aerodinámica. Al final del planeo, el piloto debía descender hasta una posición vertical a través de una abertura en el ala y aterrizar de pie con los brazos sobre el armazón. Sin embargo, al cabo de unos pocos planeos, descubrieron que el piloto podía permanecer tumbado sobre el ala, con la cabeza por delante, sin correr excesivo peligro al aterrizar. Realizaron todos sus vuelos en esa posición durante los cinco años siguientes.

#### 1901
Antes de regresar a Kitty Hawk en el verano de 1901, Wilbur publicó dos artículos, "The Angle of Incidence" en The Aeronautical Journal, y "The Horizontal Position During Gliding Flight" en Illustrierte Aeronautische Mitteilungen.  Los hermanos llevaron todo el material que creían necesario para ser autosuficientes en Kitty Hawk.  Además de volver a vivir en tiendas de campaña, construyeron una combinación de taller y hangar.  Con unas medidas de 25 pies (7,6 m) de largo por 16 pies (4,9 m) de ancho, los extremos se abrían hacia arriba para facilitar el acceso de los planeadores.: 129–130 
Con la esperanza de mejorar la sustentación, construyeron el planeador de 1901 con una superficie alar mucho mayor y realizaron docenas de vuelos en julio y agosto para distancias de 50 a 400 pies (15,2 a 121,9 m). El planeador entró en pérdida varias veces, pero el efecto paracaídas del elevador delantero permitió a Wilbur realizar un aterrizaje plano seguro, en lugar de una caída en picado. Estos incidentes afianzaron aún más a los Wright en el diseño del canard', que no abandonaron hasta 1910. Sin embargo, el planeador produjo dos grandes decepciones. Producía sólo un tercio de la sustentación calculada y a veces apuntaba en dirección contraria a la prevista en un giro -un problema conocido posteriormente como guiñada adversa- cuando Wilbur utilizaba el mando de alabeo. En el viaje de vuelta a casa, un abatido Wilbur comentó a Orville que el hombre no volaría en mil años.
La pobre sustentación de los planeadores llevó a los Wright a cuestionar la precisión de los datos de Lilienthal, y el "coeficiente de Smeaton" de la presión de aire, un valor que había sido utilizado por más de 100 años y que era parte de la ecuación de sustentación aceptada.
| {\displaystyle L=k\;S\;V^{2}\;C_{L}} L = fuerza de sustentación en libras k = coeficiente de presión de aire (coeficiente de Smeaton) S = area total de la superficie de sustentación en pies cuadrados V = velocidad (viento de frente sumado a la velocidad con respecto al suelo) en millas por hora CL = coeficiente de sustentación (variable depende de la forma del ala) |

## Inventos de los hermanos Wright
Se atribuye a los hermanos Wright el primer vuelo a motor, prolongado y verificado, realizado el 17 de diciembre de 1903; de ahí en adelante la evolución de las aeronaves fue extremadamente lenta. Pero esto no fue motivo para que los inventos de Wilbur y Orville Wright se detuvieran.
A partir del primer vuelo del Wright Flyer, realizaron tres vuelos más, el mejor fue el último con 260 metros cubiertos en 59 segundos. Tenía un propulsor con cuatro cilindros de 12 CV refrigerado por agua, que movía un par de hélices impulsoras, mediante una transmisión de cadena.
Con el planeador n.3 (1902) los Wright perfeccionaron el sistema de mandos. Un timón de dirección movible posterior trabajaba con una aleta giratoria para compensar la resistencia causada por el sistema giratorio del extremo del alerón, facilitando virajes inclinados suaves.

### Escogido por la aristocracia
El modelo A fue pilotado por diversos e importantes personajes, entre los cuales figura Charles de Lambert. En 1909 realizó su vuelo más importante cuando cubrió 116 kilómetros en menos de dos horas.